# Хумполец
Хумполец (чеш. Humpolec) град је у Чешкој Републици, у оквиру историјске покрајине Бохемије. Хумполец је град у оквиру управне јединице Височина крај, где припада округу Пелхримов.

## Географија
Град Хумполец се налази у средишњем делу Чешке републике. Град је удаљен од 105 км југоисточно од главног града Прага.
Хумполец се сместио у области југоисточне Бохемије. Надморска висина града је око 520 м. Град је смештен на валовитој висији без већих водотока. Око града издиже се Чехоморавско горје.

## Историја
Подручје Хумполеца било је насељено још у доба праисторије. Насеље под данашњим називом први пут се у писаним документима помиње почетком 13. века, а насеље добило градска права један век касније.
Године 1919. Хумполец је постао део новоосноване Чехословачке. У време комунизма град је нагло индустријализован. После осамостаљења Чешке дошло је до опадања активности тешке индустрије и до проблема са преструктурирањем привреде.

## Становништво
Хумполец данас има око 11.000 становника и последњих година број становника у граду стагнира. Поред Чеха у граду живе и Словаци и Роми.

## Галерија
- Поглед на Хумполец
- Главна градска црква
- Горњи трг у Хумполецу
- Доњи трг у Хумполецу

## Партнерски градови
- Münsingen